# Station Olza
Station Olza is een spoorwegstation in de Poolse plaats Olza.